# Tinamus tao
Tinamus tao là một loài chim trong họ Tinamidae.